# Pinzing
Pinzing ist ein Gemeindeteil der Gemeinde Weiding im Landkreis Cham des Regierungsbezirks Oberpfalz im Freistaat Bayern.

## Geografie
Pinzing liegt 3 Kilometer nordwestlich von Weiding und 2 Kilometer nordwestlich der Bundesstraße 20 am Pinzinger Bach. Nordwestlich von Pinzing erhebt sich der 647 Meter hohe Ochselsberg, nordöstlich der 502 Meter hohe Dachsberg und südwestlich der 568 Meter hohe Schlammeringer Berg. An den Pinzinger Hängen westlich von Pinzing gibt es mehrere Quellen, darunter die Preißer Quelle und die Bauernquellen. Die Bäche, die aus diesen Quellen entspringen, vereinigen sich und münden bei Pinzing von rechts in den Pinzinger Bach. Der Pinzinger Bach bildet die Grenze zwischen Großpinzing, westlich des Baches, und Kleinpinzing, östlich des Baches.

## Geschichte
1752 gehörte Pinzing zum Hinteren Amt des Gerichtes Cham. Pinzing hatte 10 Anwesen, darunter den Lunterhof und zwei Gemeinde-Hüthäuser. Eigentümer waren Schwerin, Tanner, Lauber, Veichter, Aicher, Pfatter. Noch im 19. Jahrhundert bestand Pinzing aus den beiden Ortschaften Kleinpinzing und Großpinzing.
1808 wurde die Verordnung über das allgemeine Steuerprovisorium erlassen. Mit ihr wurde das Steuerwesen in Bayern neu geordnet und es wurden Steuerdistrikte gebildet. Dabei kam Pinzing zum Steuerdistrikt Habersdorf. Der Steuerdistrikt Habersdorf bestand aus den Ortschaften Habersdorf, Friedendorf, Großpinzing, und Kleinpinzing. 1821 wurden im Landgericht Cham Gemeinden gebildet. Dabei wurde Habersdorf landgerichtsunmittelbare Gemeinde. Sie war mit dem Steuerdistrikt Habersdorf identisch.
Ab 1867 gehörten zur Gemeinde Habersdorf die Dörfer Balbersdorf, Friedendorf, Großpinzing, die Weiler Habersdorf, Kleinpinzing und die Einöde Klinglhof. Bei der Gebietsreform in Bayern wurde 1972 die Gemeinde Habersdorf zerschlagen und auf die Gemeinden Waffenbrunn und Weiding aufgeteilt. Dabei wurde Pinzing nach Weiding eingemeindet.

## Pfarreizugehörigkeit
Pinzing gehörte zunächst zur Pfarrei Arnschwang. 1697 wurde Dalking zur Pfarrei erhoben. Ihr erster Pfarrer war bis 1702 Johann Michael Göltinger. Die Pfarrei Dalking umfasste die Ortschaften Dalking, Balbersdorf, Döbersing, Dürrnwies⊙, Friedendorf, Großpinzing, Gschieß, Habersdorf, Kleinpinzing, Klinglhof, Pinzing, Reisach, Rettenhof, Steinwies⊙ (heute noch Straßenname am Westrand von Dalking), Weiding, Zelz. 1924 wurden Balbersdorf und Klinglhof und 1962 Habersdorf nach Waffenbrunn umgepfarrt. Die 1886 an Stelle einer Kirche aus dem 18. Jahrhundert erbaute Pfarrkirche von Dalking wurde 1965 durch eine größere Kirche ersetzt. 1997 bestand die Pfarrei Dalking aus den Ortschaften Dalking, Döbersing, Friedendorf, Gschieß, Pinzing, Reisach, Rettenhof, Schlammering, Weiding und Zelz. Ihr gehörten insgesamt 1774 Katholiken und 127 Nichtkatholiken an. 1997 hatte Pinzing 198 Katholiken.

## Einwohnerentwicklung ab 1838
| Jahr | Einwohner    | Gebäude    |
| ---- | ------------ | ---------- |
| 1838 | 105          | 11         |
| 1861 | 98 (56+42)   | 42 (23+19) |
| 1871 | 113          | 46         |
| 1885 | 116          | 18         |
| 1900 | 106          | 17         |
| 1913 | 135 (101+34) | 19 (14+5)  |

| Jahr | Einwohner   | Gebäude |
| ---- | ----------- | ------- |
| 1925 | 132         | 18      |
| 1950 | 163         | 23      |
| 1961 | 142         | 26      |
| 1970 | 141         | k. A.   |
| 1987 | 161         | 43      |
| 2011 | 189 (91+98) | k. A.   |

In Klammern jeweils die Zahlen für Groß- und Klein-Pinzing getrennt.

## Sehenswürdigkeiten
In Pinzing, Weiherweg 3, steht ein denkmalgeschütztes Bauernhaus, ein eingeschossiger Flachsatteldachbau mit 
Blockbau-Kniestock und Giebelschrot aus der Mitte des 19. Jahrhunderts (Denkmalnummer D-3-72-174-11).